# Apocalipsis 21
Apocalipsis 21 es el vigésimo primer capítulo del Libro del Apocalipsis del Nuevo Testamento de la Biblia cristiana. Este capítulo contiene los relatos de «el cielo nuevo y la tierra nueva», seguidos de la aparición de la Nueva Jerusalén, «preparada como una novia».

## Texto
.

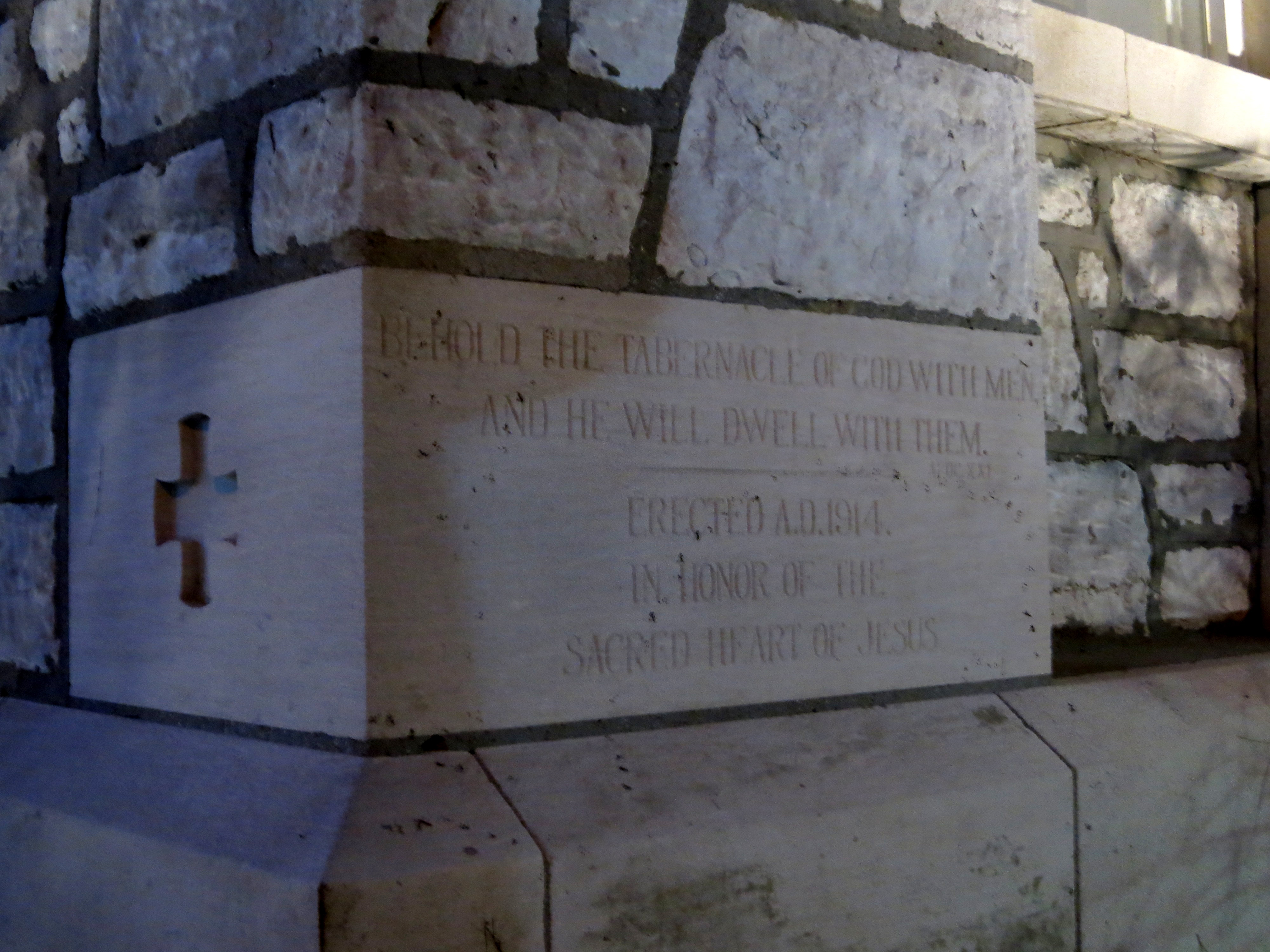
Revelación 21:3 en la piedra angular exterior de la Iglesia Católica del Sagrado Corazón (Columbia, Missouri)

El texto original fue escrito en griego koiné. Este capítulo está dividido en 27 Versículos.

## Un cielo nuevo y una tierra nueva (21:1-8)

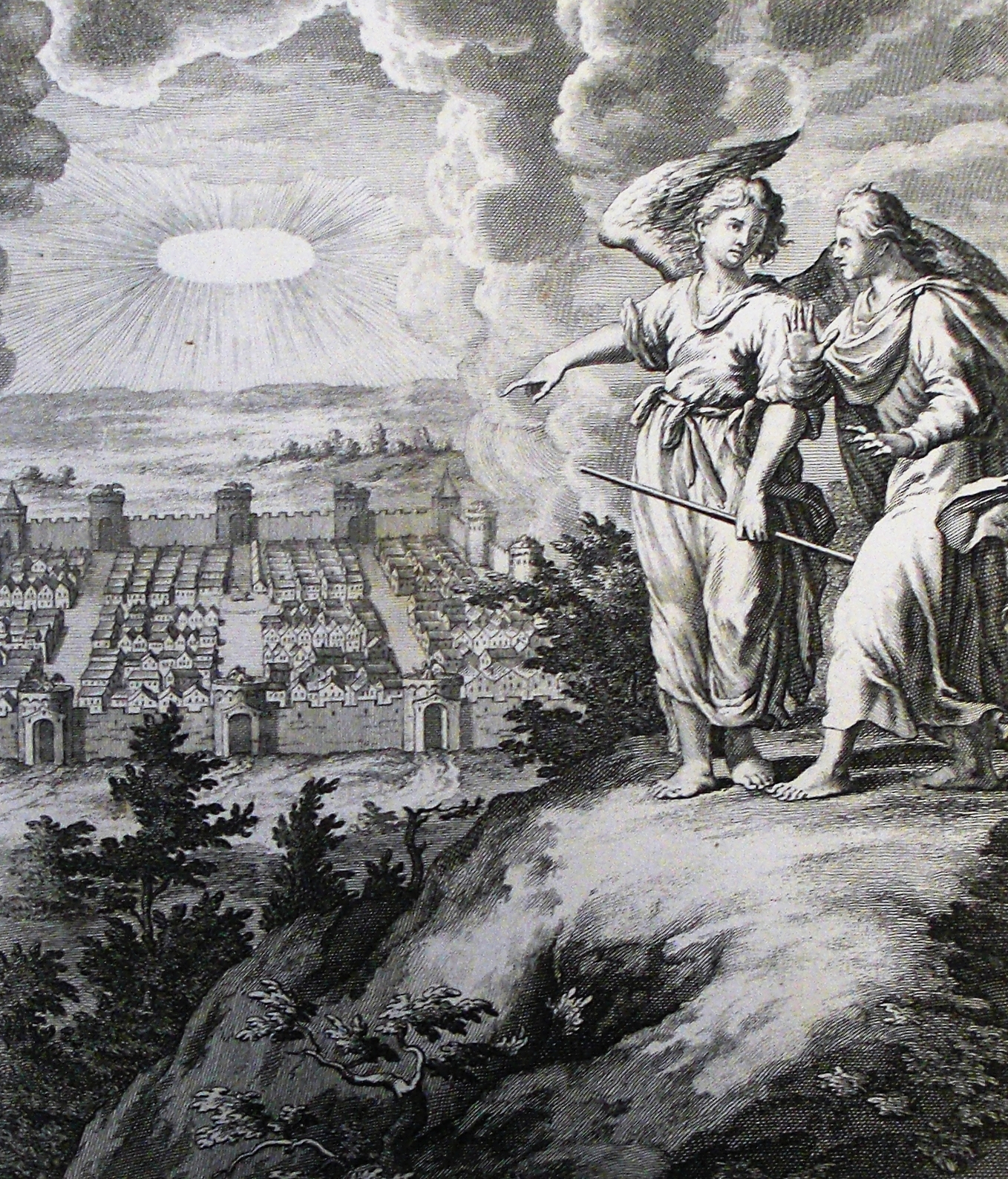
Un cielo nuevo y una tierra nueva. Apocalipsis 21. Apocalipsis 37. Scheits. Colección Phillip Medhurst

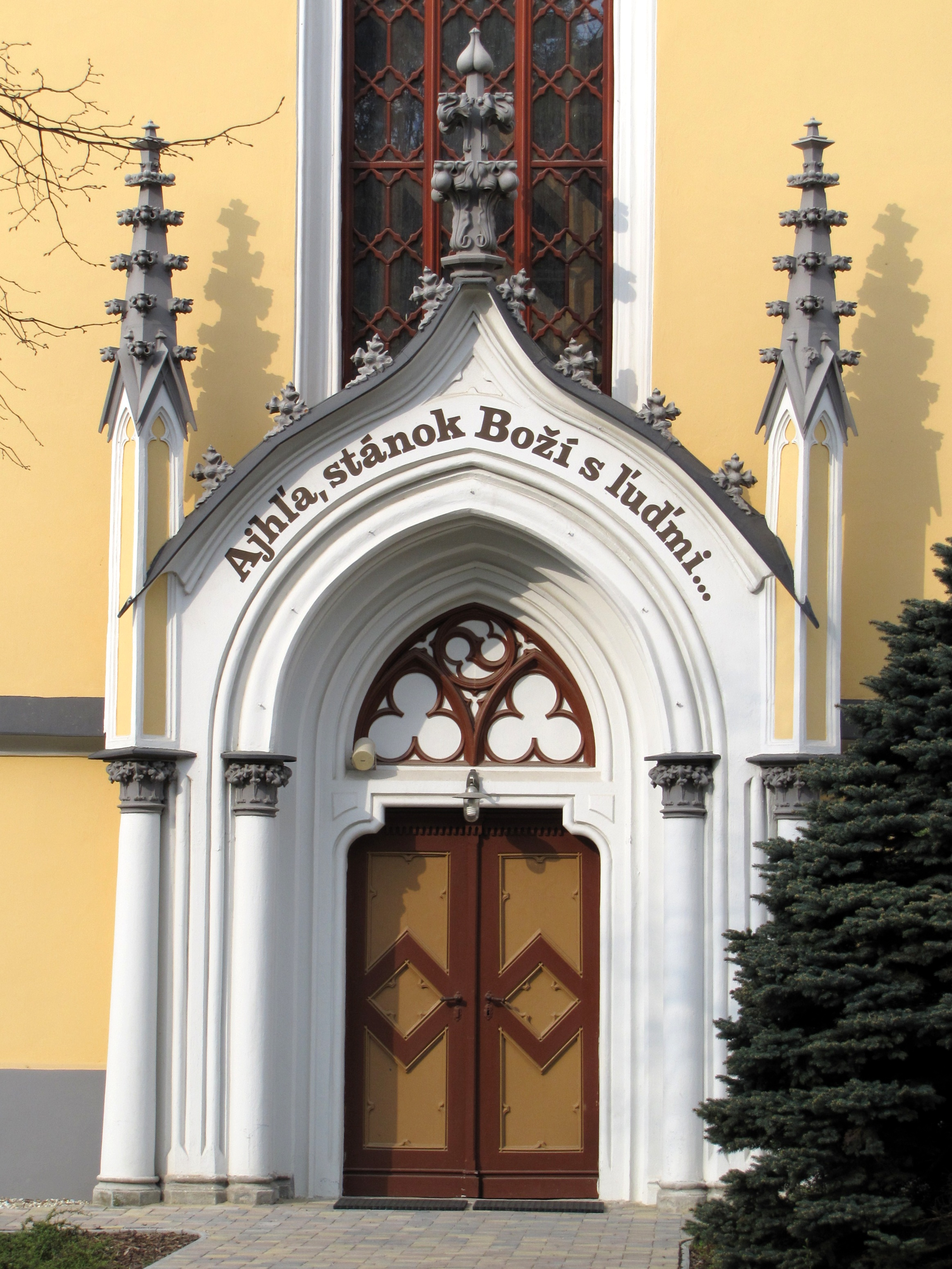
Revelación 21:3 citado en una iglesia en Eslovaquia: «¡He aquí! La morada de Dios está en medio del pueblo..."

### Versículos 22-27

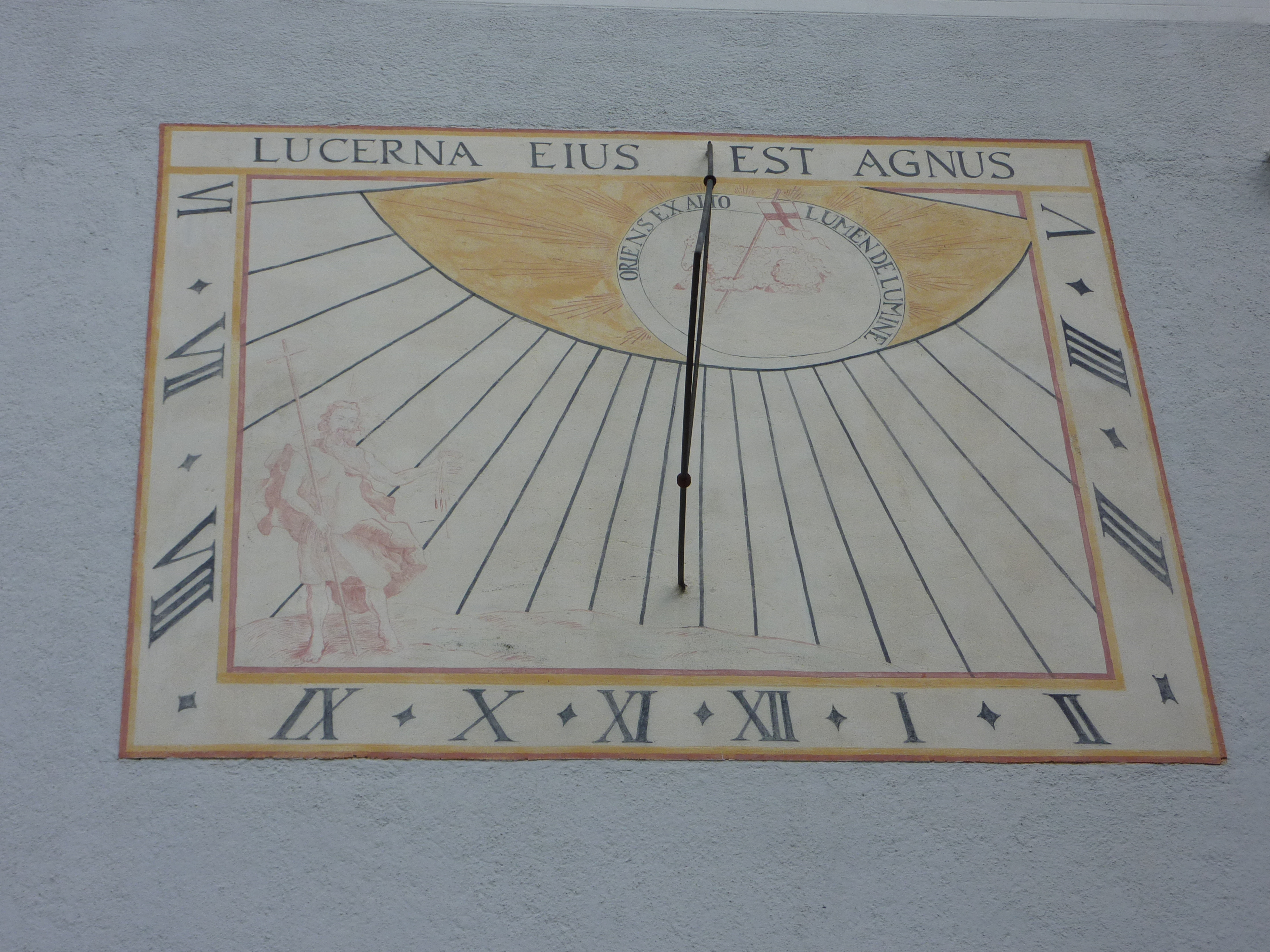
Reloj de sol en Kirchberg am Walde citando Ap 21:23: «el Cordero es su lámpara»

### Testigos textuales
Algunos manuscritos bíblicos tempranos que contienen el texto de este capítulo son, entre otros:
- Codex Sinaiticus (330-360)
- Codex Alexandrinus (400-440)